# Chomętów-Puszcz
Chomętów-Puszcz (prononciation : [xɔˈmɛntuf ˈpuʂt͡ʂ]) est un village polonais de la gmina de Skaryszew dans le powiat de Radom de la voïvodie de Mazovie dans le centre-est de la Pologne.
Le village compte approximativement une population de 2 145 habitants en 2006.

## Histoire
De 1975 à 1998, le village appartenait administrativement à la voïvodie de Radom.